# Élections parlementaires italiennes de 2027
Les élections parlementaires italiennes de 2027 (en italien : Elezioni politiche italiane del 2027) auront lieu en 2027 afin d'élire 200 sénateurs et les 400 députés composant le Parlement de la République italienne.

## Contexte
Depuis 2022, Giorgia Meloni, du Parti Frères d'Italie, est au pouvoir avec la coalition de centre-droit. Son gouvernement est composé du parti Forza Italia, libéral-conservateur, le parti Ligue du Nord, de tendance nationale-conservatrice, du parti Frères d'Italie, national-nativiste, et de la coalition des petits partis du centre-droit, Nous, modérés.
Son gouvernement possède la majorité absolue dans les deux chambres : 237 sièges sur 400 à la Chambre des Députés, et 115 sièges sur 200 au Sénat.
Le principal parti d'opposition, le Parti Démocrate, de tendance sociale-démocrate, fait partie de la coalition de centre-gauche avec l'Alliance des Verts et de la Gauche, le Mouvement 5 étoiles, +d'Europe, et le parti Engagement Civique. Cette coalition détient 136 des 400 sièges à la Chambre, et 66 sur 200 au Sénat.

## Système électoral

### Contexte institutionnel
Le parlement bicaméral italien est composé d'une chambre basse, la Chambre des députés et d'une chambre haute, le Sénat de la République. Le Parlement possède la particularité, devenue très rare dans le monde, de fonctionner selon un bicaméralisme dit « parfait », les deux chambres ayant des pouvoirs égaux : les lois doivent être votées par chacune d'elles, sans que l'une puisse outrepasser l'autre, tandis que le gouvernement est responsable devant les deux chambres. Il doit ainsi obtenir la confiance des parlementaires à la Chambre tout comme au Sénat, qui peuvent l'une comme l'autre le soumettre à des votes de confiance et des motions de censure.

### Fonctionnement
Les deux chambres sont élues au suffrage universel, direct et secret pour une durée de cinq ans, à moins d'une dissolution anticipée des deux chambres ou d'une seule par le président de la République. Le système utilisé est celui de la loi Rosatellum bis, adoptée en 2017 et mise en œuvre pour la première fois en 2018.
À la Chambre comme au Sénat, les élections se déroulent sur un seul tour de scrutin selon un système mixte parallèle : trois huitièmes des sièges d'Italie sont pourvus au scrutin uninominal majoritaire à un tour tandis que cinq huitièmes le sont au scrutin proportionnel plurinominal avec listes bloquées, sans panachage ni vote préférentiel. Enfin, 8 députés et 4 sénateurs le sont par les Italiens vivant à l'étranger selon un système proportionnel distinct, avec vote préférentiel, pour un total de 400 députés et 200 sénateurs élus. Ces totaux ainsi que les nombres de sièges de la diaspora sont fixés par l'article 57 de la Constitution, tout le reste relevant de la loi électorale.
Le Sénat et la Chambre des députés utilisent tous deux la méthode de Hare pour l'attribution des sièges. Le seuil est de 3 % pour avoir des élus à la proportionnelle, auquel s'ajoute cependant un seuil de 20 % sur une base régionale au Sénat. Le seuil de 3 % est porté à 10 % pour les coalitions. En dessous de 1 % les voix obtenues par les partis en coalition ne comptent pas. Le mode de scrutin a recours à des listes fermées de parti, interdisant aux électeurs le vote préférentiel.

Bulletin de vote utilisé en Italie.

Lors du vote, il est fourni aux électeurs un bulletin comportant des candidats en tête de plusieurs tableaux séparés dans lesquels figurent les symboles (dans un cercle à cocher) d'une ou des listes qui les soutiennent (voir bulletin ci contre). Il est possible de voter de plusieurs manières :
1. L'électeur peut entourer ou faire une marque sur le sigle d'une liste. Dans ce cas, un vote est attribué à celle-ci pour le décompte du scrutin proportionnel, ainsi qu'à son candidat dans la circonscription pour le scrutin majoritaire ;
2. L'électeur peut également entourer le nom du candidat parmi la liste qu'il a choisie, mais cela est superflu. Il ne peut en revanche pas désigner une liste d'une part, et le candidat d'un tableau d'une autre liste d'autre part. Ni entourer plus d'un sigle de liste, même au sein d'une coalition. Le panachage étant interdit, ces votes sont considérés comme nuls ;
3. L'électeur peut en revanche n'entourer que le nom d'un candidat. Si une seule liste le soutient, cela revient au même que précédemment. En revanche, si plusieurs listes le soutiennent, le vote au scrutin de liste est réparti en fractions égales à chacune des listes.

Les coalitions de plusieurs partis voient ainsi leurs candidats élus en commun par l'addition de l’ensemble de leurs voix au scrutin majoritaire dans chacune des circonscriptions, tandis que chacun des partis de la coalition se voit attribuer des sièges à la proportionnelle selon ses voix propres, obtenues par vote direct ou fractionné.
La circonscription dévolue aux Italiens de l'étranger, dite circonscription extérieure, a pour particularité de ne relever que de la règle de la proportionnelle. Le bulletin de vote y est par conséquent différent : les électeurs choisissent un parti parmi les listes proposées, qui détaillent chacune les noms d'autant de candidats que de sièges à pourvoir. Les électeurs ont la possibilité d'effectuer un vote préférentiel au sein de la liste qu'ils choisissent, mais pas un panachage entre plusieurs listes.

### Chambre des députés

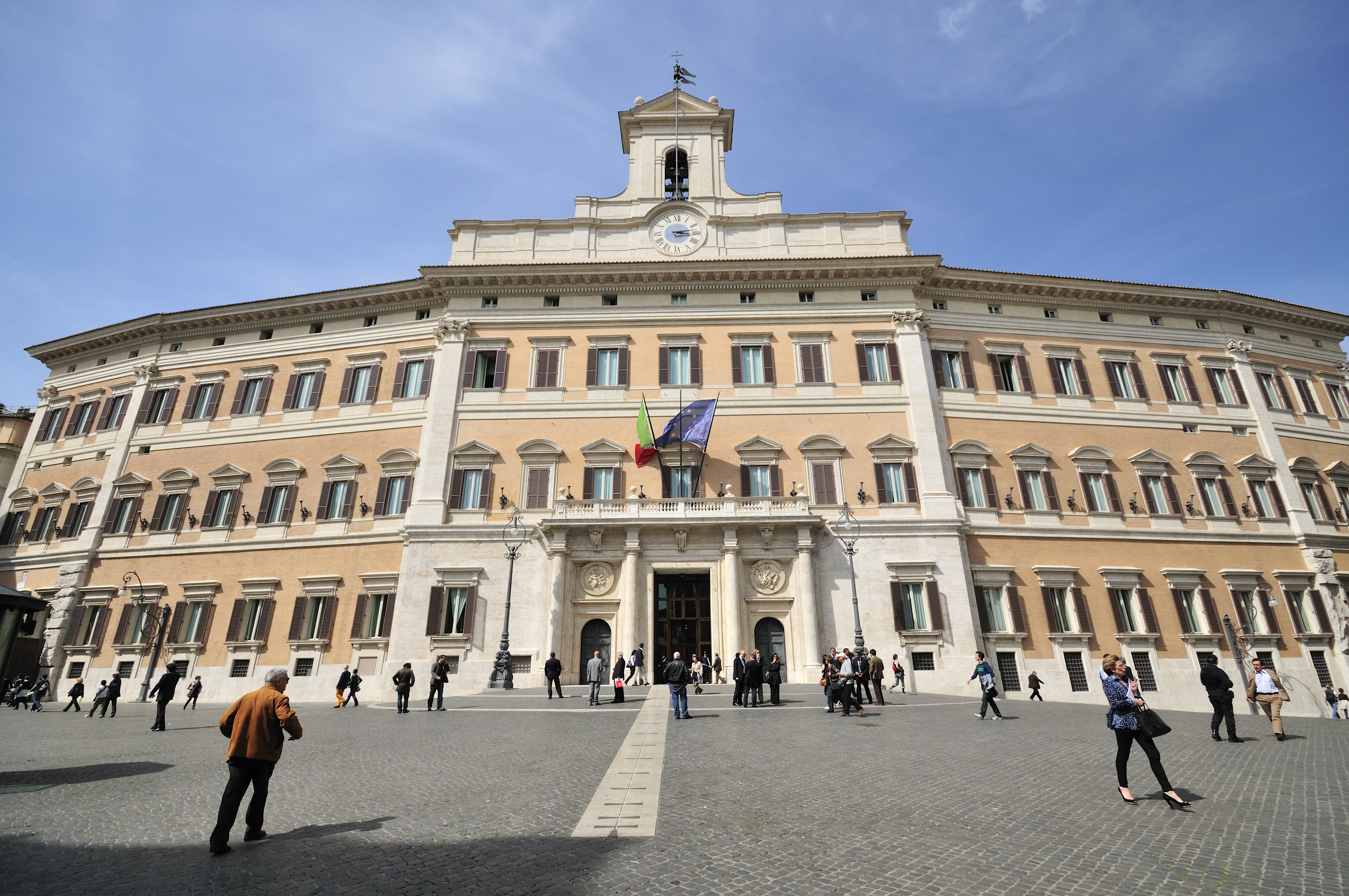
Le palais Montecitorio, siège de la Chambre des députés.

La Chambre des députés est composée de 400 députés élus pour cinq ans, dont :
- 147 sont élus à la majorité relative dans autant de circonscriptions uninominales ;
- 245 sont élus par la représentation proportionnelle nationale, qui sont ensuite répartis dans des circonscriptions plurinominales dont le cadre ne dépasse pas le territoire régional, avec un seuil de 3 % ;
- 8 sont élus par les Italiens de l'étranger dans des circonscriptions plurinominales, au scrutin de liste avec possibilité d'un vote préférentiel.

### Sénat de la République

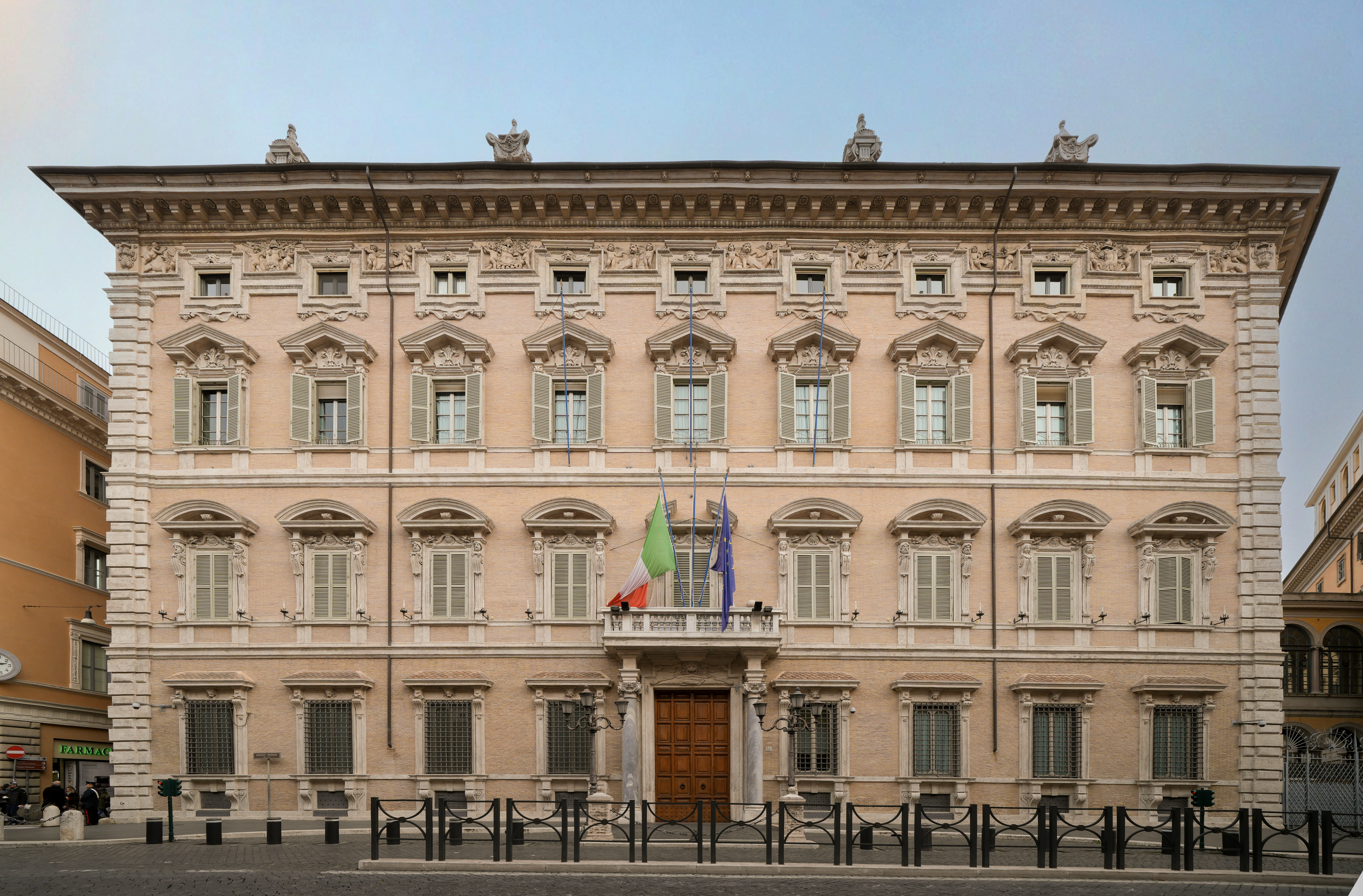
Le palais Madame, siège du Sénat.

Le Sénat de la République est composé de 200 sénateurs élus pour cinq ans, dont :
- 74 sont élus à la majorité relative dans autant de circonscriptions uninominales ;
- 122 sont élus à la représentation proportionnelle dans des circonscriptions plurinominales régionales avec un seuil électoral de 20 % au niveau régional et 3 % au niveau national ;
- 4 sont élus par les Italiens de l'étranger dans des circonscriptions plurinominales ;
- à ces 200 sénateurs élus au scrutin direct s'ajoutent un petit nombre variable de sénateurs à vie, composé des anciens présidents de la République et de cinq autres personnalités nommées à vie pour leurs mérites par le président de la République.

### Résumé graphique
| Chambre des députés                                                  | Chambre des députés                                                  | Chambre des députés                                                  | Chambre des députés                                                  | Sénat de la République                              | Sénat de la République                              | Sénat de la République                              |
| Mode d'élection de la Chambre des députés avec la loi Rosatellum bis | Mode d'élection de la Chambre des députés avec la loi Rosatellum bis | Mode d'élection de la Chambre des députés avec la loi Rosatellum bis | Mode d'élection de la Chambre des députés avec la loi Rosatellum bis | Mode d'élection du Sénat avec la loi Rosatellum bis | Mode d'élection du Sénat avec la loi Rosatellum bis | Mode d'élection du Sénat avec la loi Rosatellum bis |
| Méthode                                                              | Méthode                                                              | Sièges                                                               | %                                                                    | Méthode                                             | Sièges                                              | %                                                   |
|                                                                      | Uninominal                                                           | 147                                                                  | 37 %                                                                 | Uninominal                                          | 74                                                  | 37 %                                                |
|                                                                      | Proportionnelle                                                      | 245                                                                  | 61 %                                                                 | Proportionnelle                                     | 122                                                 | 61 %                                                |
|                                                                      | Résidents à l'étranger                                               | 8                                                                    | 2 %                                                                  | Résidents à l'étranger                              | 4                                                   | 2 %                                                 |

## Sondages

### 2025
| Date  | Institut | Échantillon | AVS  | M5S   | PD    | +E   | Az   | IV   | NM | FI   | LN   | FdI   |
| ----- | -------- | ----------- | ---- | ----- | ----- | ---- | ---- | ---- | -- | ---- | ---- | ----- |
| 14/07 | SWG      | -           | 6,8% | 12,7% | 23%   | 1,9% | 3,5% | 2,2% | -  | 8%   | 8,3% | 30,3% |
| 07/07 | SWG      | -           | 6,8% | 12,6% | 22,8% | 1,9% | 3,7% | 2,2% | -  | 8,1% | 8,2% | 30,1% |
| 30/6  | SWG      | -           | 6,6% | 12,3% | 23%   | 1,7% | 3,8% | 2%   | -  | 8,3% | 8,2% | 30,3% |
| 23/6  | SWG      | -           | 6,5% | 12,4% | 23%   | 1,5% | 3,6% | 2,1% | 1% | 8,1% | 8,2% | 30,6% |
| 16/6  | SWG      | -           | 6,7% | 12,3% | 23,3% | 1,5% | 3,4% | 2,3% | 1% | 8,3% | 8,1% | 30,4% |